# John Stamos
John Phillip Stamos (pronunciado /ˈsteɪmoʊs/ STAY-mohs; Cypress, California, 19 de agosto de 1963) es un actor estadounidense conocido por su trabajo en televisión, especialmente en su papel protagonista como Jesse Katsopolis en la serie cómica de ABC Full House y Fuller House. Desde el término de la serie en 1995, Stamos ha aparecido en numerosas películas de televisión y series. 
Desde 2006 hasta 2009, Stamos tuvo un papel estelar en la serie médica de NBC ER como el Dr. Tony Gates. En septiembre de 2009, comenzó a interpretar el papel de Albert en Bye Bye Birdie. En septiembre de 2010, comenzó a aparecer en varios episodios como el Dr. Carl Howell en la segunda temporada de la serie FOX Glee.

## Primeros años
Nació en Cypress (California), hijo mayor y único de Loretta (de soltera Phillips), exmodelo de bañadores de Inglaterra de ascendencia irlandesa, y Bill Stamos, un inmigrante griego. Tiene dos hermanas mayores, Jannen y Alaina, ambas profesoras. John comenzó su carrera de actor con un papel en televisión, en la serie General Hospital como Blackie Parrish, por lo que recibió una nominación al Premio Daytime Emmy en 1984. El director de casting de General Hospital Gary Price notó que Stamos no leía para ningún papel en especial.
Su estancia en la serie se hizo notar, pero en 1984 decidió seguir adelante cuando audicionó y obtuvo el papel principal para la serie cómica de CBS Dreams, en la que interpretó a un bailarín aspirante de ballet estadounidense.

## Full House
Full House de ABC gradualmente se convirtió en un éxito, y la serie solidificó la carrera de Stamos. En la primera temporada, el nombre completo de su personaje fue Jesse Cochran. Durante la segunda temporada, cambió el apellido de su personaje a Katsopolis para resaltar su herencia griega, de acuerdo con Jeff Franklin. Interpretó al protagonista de la serie, Jesse, que vivía con su cuñado Danny (Bob Saget), viudo de su hermana mayor. Ayudaba a criar a sus tres sobrinas Donna Joe (DJ), Stephanie, y Michelle. Fue conocido al principio como el "chico malo", hasta que se enamoró y se casó con Rebecca Donaldson-Katsopolis y tuvo gemelos llamados Nicholas y Alexander, más conocidos como Nicky y Alex. Aunque la serie se canceló después de ocho temporadas, todavía mantiene una estrecha relación con sus compañeros de trabajo, Bob Saget, Dave Coulier, Lori Loughlin, Jodie Sweetin, Mary-Kate y Ashley Olsen, y Candace Cameron Bure.
A partir de 2010, la serie salió al aire en Nick at Nite en ABC Family.

## Después deFull House
Desde la cancelación de la serie, Stamos ha aparecido en numerosas películas para televisión, producciones teatrales, series de televisión y anuncios. Tuvo papeles protagonistas en la serie de televisión Thieves (2001), y Jake in Progress (2005). Ambas tuvieron varios episodios antes de su cancelación. En 2003, Stamos tuvo un papel invitado en la serie Friends, apareciendo en el episodio "The One With The Donor", interpretando a un hombre que fue al apartamento de Chandler y Mónica para cenar, sin saber que en realidad lo estaban entrevistando para ser donante de esperma. 
En la polémica película de televisión de A&E Wedding Wars (2006), interpretó a Shel, un organizador de bodas gay. Ha hecho apariciones como voz en varias series animadas de MTV como Clone High, en el episodio "Changes: The Big Prom: The Sex Romp: The Season Finale", donde se interpretó como a sí mismo, y en la película Farce of the Penguins.
En 2006, protagonizó dos episodios en la temporada 12 de ER, como el paramédico que luego es pasante Tony Gates. En 2006, al comienzo de la tercera temporada de ER, se unió al elenco de ER con un papel recurrente. El productor ejecutivo John Wells informó que lo quería en la temporada antes pero Stamos fue contratado para Jake in Progress. Poco después de su cancelación, Stamos fue llevado al elenco.
En febrero de 2008, apareció en la adaptación a la televisión de A Raisin in the Sun. En agosto de 2008, Stamos fue anunciado en The Roast of Bob Saget en Comedy Central.
El 8 de junio de 2010, se anunció que John Stamos interpretaría a Carl Howell, un interés de Emma Pillsbury (Jayma Mays), en la segunda temporada de la popular serie Glee.
En 2016 produce el spin off de Full House (Padres forzosos en España) denominado Fuller House (Madres forzosas en España), en donde da el relevo a las niñas de la serie que ahora son mujeres y madres de familia.
En octubre de 2017 se conoció que John Stamos sería el protagonista de la nueva serie de Amazon, que tratará sobre la historia de un joven actor de 18 años que se muda a Los Ángeles.
2021 -2023 Big Shot serie TV.

## Música y teatro
Tiene una carrera musical activa, apareciendo en Cabaret como Emcee, y también en Nine y en How To Succeed In Business Without Really Trying. Toca la batería, guitarra, sintetizador, bajo y varios instrumentos de percusión. En 1990, tocó la batería y grabó una canción con The Beach Boys de la comedia Problem Child. Luego apareció cantando como voz principal en la canción "Forever" (escrita por Dennis Wilson) de su álbum, de 1992, Summer in Paradise. También se le puede ver tocando las percusiones en el vídeo para "Kokomo". Formó parte de la banda The Signals. Continuó su gira con The Beach Boys (usualmente como baterista), apareciendo con ellos en un episodio de Dancing With The Starts el 30 de marzo de 2010. En esa aparición, tocó la batería, los bongós, y la guitarra. Además, se fue de gira con The Beach Boys en la primavera de 2010, incluyendo una aparición en Fort Myers, Florida.
John interpretó la canción de Billy Joel, "Lullabye (Goodnight, My Angel)" para el álbum de caridad del 2006, Unexpect Dreams - Songs From the Stars.
El 30 de marzo de 2009, anunció que participaría en el reestreno de Broadway Bye Bye Birdie. Por otro lado, ganó un Premio Golden Icon 2009-2010 como mejor actor en un musical por su actuación en esa producción.

## Vida personal
En 1994, conoció a Rebecca Romijn en un show de Victoria's Secret, donde ella estaba desfilando. Dos meses después, comenzaron a salir. El 19 de septiembre de 1998, la pareja se casó. Se separaron en abril de 2004, y se divorció el 1 de marzo de 2005. 
El 23 de octubre de 2017, Stamos anunció su compromiso con la modelo y actriz Caitlin McHugh tras un año de relación. En diciembre de 2017, anunciaron que estaban esperando un hijo. Stamos y McHugh se casaron en febrero de 2018. En abril de 2018 nació su hijo, un varón llamado Billy.
Fue galardonado con una estrella en el Paseo de la fama de Hollywood el 16 de noviembre de 2009. 
Frecuentemente toca la batería con The Beach Boys durante su gira en el verano. Stamos es un ávido fanático del equipo de la Universidad St. Louis, Billikens.
El apellido de su familia era originalmente Stamatopoulos (griego: Σταματόπουλος) pero sus abuelos lo acortaron a Stamos después de mudarse a los Estados Unidos desde Grecia.

## Música
El vídeo musical fue hecho por el personaje de Stamos en la serie de televisión, Full House. John presentó la canción en el episodio donde Jesse Katsopolis, su personaje, muestra el vídeo musical a la familia. Estuvo con John Fogerty el 24 de abril de 2010, durante uno de los conciertos en Tampa Bay Rays. 
Stamos alternó la batería y el bajo durante el concierto. John Stamos también se presentó en un álbum independiente en 1994 titulado Shades of Blue junto con Lanny Cordola, Gary Griffin, Sandra Stephens, Tony Guerrero, y David Enos. Shades of Blue fue relanzado digitalmente en iTunes y otros canales en 2010.
Además de esto, Stamos ha participado en varias canciones de la exitosa serie Glee.

## Filmografía
| Año  | Título                                 | Papel                         | Otras notas                      |
| ---- | -------------------------------------- | ----------------------------- | -------------------------------- |
| 1986 | Never Too Young to Die                 | Lance Stargrove               |                                  |
| 1991 | Born to Ride                           | Grady Westfall                |                                  |
| 1997 | Private Parts                          | Él mismo                      | Aparición                        |
| 2000 | Dropping Out                           | Ronny                         |                                  |
| 2001 | My Best Friend's Wife                  | Steve Richards                |                                  |
| 2002 | Femme Fatale                           | Agente                        | Aparición                        |
| 2002 | Run Ronnie Run                         | Himself                       |                                  |
| 2003 | Party Monster                          | Anfitrión                     |                                  |
| 2004 | I Am Stamos                            | Él mismo                      | Cortometraje                     |
| 2004 | Knots                                  | Cal Scoppa                    |                                  |
| 2007 | Farce of the Penguins                  | What's Global Warming Penguin | Voz Directo a lanzamiento en DVD |
| 2008 | A Raisin in the Sun (película de 2008) | Karl Linder                   |                                  |
| 2010 | Father of Invention                    |                               | Post-producción                  |
| 2016 | My Big Fat Greek Wedding 2             | George                        |                                  |

### Televisión
| Año       | Título                                                                           | Papel                    | Otras notas                                                     |
| --------- | -------------------------------------------------------------------------------- | ------------------------ | --------------------------------------------------------------- |
| 1982      | General Hospital                                                                 | Blackie Parrish          | 1982–1984                                                       |
| 1984      | Dreams                                                                           | Gino Minnelli            | 12 episodios                                                    |
| 1985      | Alice in Wonderland                                                              | Messenger                | Película para televisión                                        |
| 1986      | You Again?                                                                       | Matt Willows             | 26 episodios                                                    |
| 1987-1995 | Full House                                                                       | Jesse Katsopolis         | 192 episodios, 1987–1995                                        |
| 1989      | The New Mickey Mouse Club                                                        | Desconocido              | 1 episodio: "Guest Day"                                         |
| 1990      | Daughter of the Streets                                                          | Película para televisión |                                                                 |
| 1991      | Captive                                                                          | Robert Knott             | Película para televisión                                        |
| 1992      | Hangin' with Mr. Cooper                                                          | Jesse Katsopolis         | 1 episodio: "Hangin' with Michelle"                             |
| 1993      | The Disappearance of Christina                                                   | Joe Seldon               | Película para televisión                                        |
| 1993      | Tales from the Crypt                                                             | Johnny                   | 1 episodio: "Till Death Do We Part"                             |
| 1994      | Fatal Vows: The Alexandra O'Hara Story                                           | Nick Pagan               | Película para televisión                                        |
| 1997      | Tracey Takes On...                                                               | Rob Trasca               | 1 episodio: "Movies"                                            |
| 1997      | A Match Made in Heaven                                                           | Tom Rosner               | Película para televisión                                        |
| 1998      | The Marriage Fool                                                                | Robert Walsh             | Película para televisión                                        |
| 1999      | Sealed with a Kiss                                                               | Bennett Blake            | Película para televisión                                        |
| 2000      | Fortunate Son                                                                    |                          | Piloto de televisión no vendido                                 |
| 2000      | The Beach Boys: An American Family                                               | Drummer                  | Miniserie de televisión Papel no acreditado/Productor ejecutivo |
| 2000      | How to Marry a Billionaire: A Christmas Tale                                     | Tom Nathan               | Película para televisión                                        |
| 2001      | Thieves                                                                          | Johnny                   | 10 episodios                                                    |
| 2003      | Friends                                                                          | Zach                     | 1 episodio: "The One With the Donor"                            |
| 2003      | The Reagans                                                                      | John Sears               | Película para televisión                                        |
| 2005      | The Andy Milonakis Show                                                          | Él mismo                 | 1 episodio: Temporada 1, Episodio 3                             |
| 2005      | Jake in Progress                                                                 | Jake Phillips            | 21 episodios, 2005–2006                                         |
| 2005      | ER                                                                               | Dr. Tony Gates           | 65 episodios, 2005–2009                                         |
| 2006      | Wedding Wars                                                                     | Shel Grandy              | Película para televisión                                        |
| 2008      | A Raisin in the Sun                                                              | Karl Lindner             | Película para televisión                                        |
| 2008      | The Comedy Central Roast of Bob Saget                                            | Él mismo                 | Especial de Televisión                                          |
| 2008      | The Two Mr. Kissels                                                              | Andrew Kissel            | Película para televisión                                        |
| 2010      | Entourage                                                                        | Él mismo                 | Temporada 7                                                     |
| 2010      | Glee                                                                             | Carl Howell              | Temporada 2; Papel recurrente                                   |
| 2011      | Two And A Half Men                                                               | Él mismo                 | Temporada 9 - Capítulo 1                                        |
| 2011      | Law & Order: SVU                                                                 | Ken Turner               | 1 episodio: "Bang"                                              |
| 2011      | The New Normal                                                                   | Brice                    | Temporada 1 - 5 capítulos                                       |
| 2013      | I Am Victor                                                                      | Victor Port              | Película para televisión                                        |
| 2015      | Grandfathered                                                                    | Jimmy Martino            | Temporada 1 – 22 capítulos 2015-2016                            |
| 2015      | Galavant                                                                         | Jean Hamm                | Temporada 1 - Episodio 2                                        |
| 2016      | Galavant                                                                         | Jean Hamm                | Temporada 2 - Cameo Episodio 1                                  |
| 2016      | Fuller House                                                                     | Jesse Katsopolis         | Temporada 1 - 5 personaje recurrente                            |
| 2016      | Scream Queens                                                                    | Dr. Brock Holt           | Temporada 2 - 10 Capítulos                                      |
| 2018      | You                                                                              | Dr. Nicky                | Personaje recurrente 6 episodios                                |
| 2021      | Big Shot (Big Shot: Entrenador de élite en Hispanoamérica y El míster en España) | Entrenador Marvyn Korn   | Temporada 1                                                     |
| 2022      | Big Shot (Big Shot: Entrenador de élite en Hispanoamérica y El míster en España) | Entrenador Marvyn Korn   | Temporada 2                                                     |
| 2024      | Doctor Odyssey                                                                   | Craig Massey             | Temporada 1 - Episodio 7                                        |